# The Fatal Mallet
The Fatal Mallet (br: O malho de Carlitos ou A maleta fatal / pt: O malho de Charlot) é um filme mudo de curta-metragem estadunidense de 1914, do gênero comédia, produzido, escrito e dirigido por Mack Sennett, e estrelado por Charles Chaplin e Mabel Normand.

## Sinopse
Três rapazes disputam o amor da mesma garota até um deles mostrar a sua melhor estratégia.
Um deles, Carlitos, consegue tirtirar os rivais do jogo fazendo trapaça, atirando-lhes tijolos e usando um imenso martelo. Ele acaba encerrando-os em um celeiro. Um menino precoce tenta, sem êxito, competir com Carlitos.

## Elenco
- Charles Chaplin .... pretendente
- Mabel Normand .... Mabel
- Mack Sennett .... pretendente rival
- Mack Swain .... outro pretendente rival
- Gordon Griffith .... menino